# Wilhelm Neumann-Torborg

Wilhelm Neumann-Torborg (1856–1917)

Wilhelm Neumann-Torborg (* 24. August 1856 in Elberfeld (heute Stadtteil von Wuppertal); † 31. Dezember 1917 ebenda) war ein deutscher Bildhauer.

## Leben
Wilhelm Neumann-Torborg wuchs in Wuppertal-Fingscheidt als Sohn eines Schulrektors auf. Er besuchte Abendkurse an der königlichen Provinzial-Gewerbeschule in Elberfeld, wo er ersten Unterricht im Zeichnen und Malen bekam. Von 1874 bis 1877 ging er in Bad Kreuznach in der Bildhauerwerkstatt der Gebrüder Robert und Karl Cauer (1828–1885) in die Lehre. Weitere Ausbildungen schlossen an. 1878 bei Melchior zur Strassen an der Kunstakademie Leipzig und ab 1880 an der Akademie der Bildenden Künste Berlin bei Otto Knille und Fritz Schaper.
Für seine Abschlussarbeit Das Urteil des Paris erhielt er 1885 den Rom-Preis der Preußischen Akademie der Künste. In den Folgejahren lebte und arbeitete Wilhelm Neumann-Torborg in Rom, wo seine Frau, Emma Commichau, nach kurzer Ehe verstarb. 1892 kehrte der Künstler nach Berlin zurück.
Bei einem Besuch in seiner Heimatstadt Elberfeld erkrankte er schwer und verstarb 1917. Seine Grabstätte befindet sich auf dem lutherischen Friedhof an der Hochstraße in Wuppertal-Elberfeld.

## Werke
- 1884 Der Schmetterlingsjäger
- 1885 Das Urteil des Paris, Relief
- 1890 Psyche, Marmorstatue
- 1890 Faun und Nymphe, Bronze

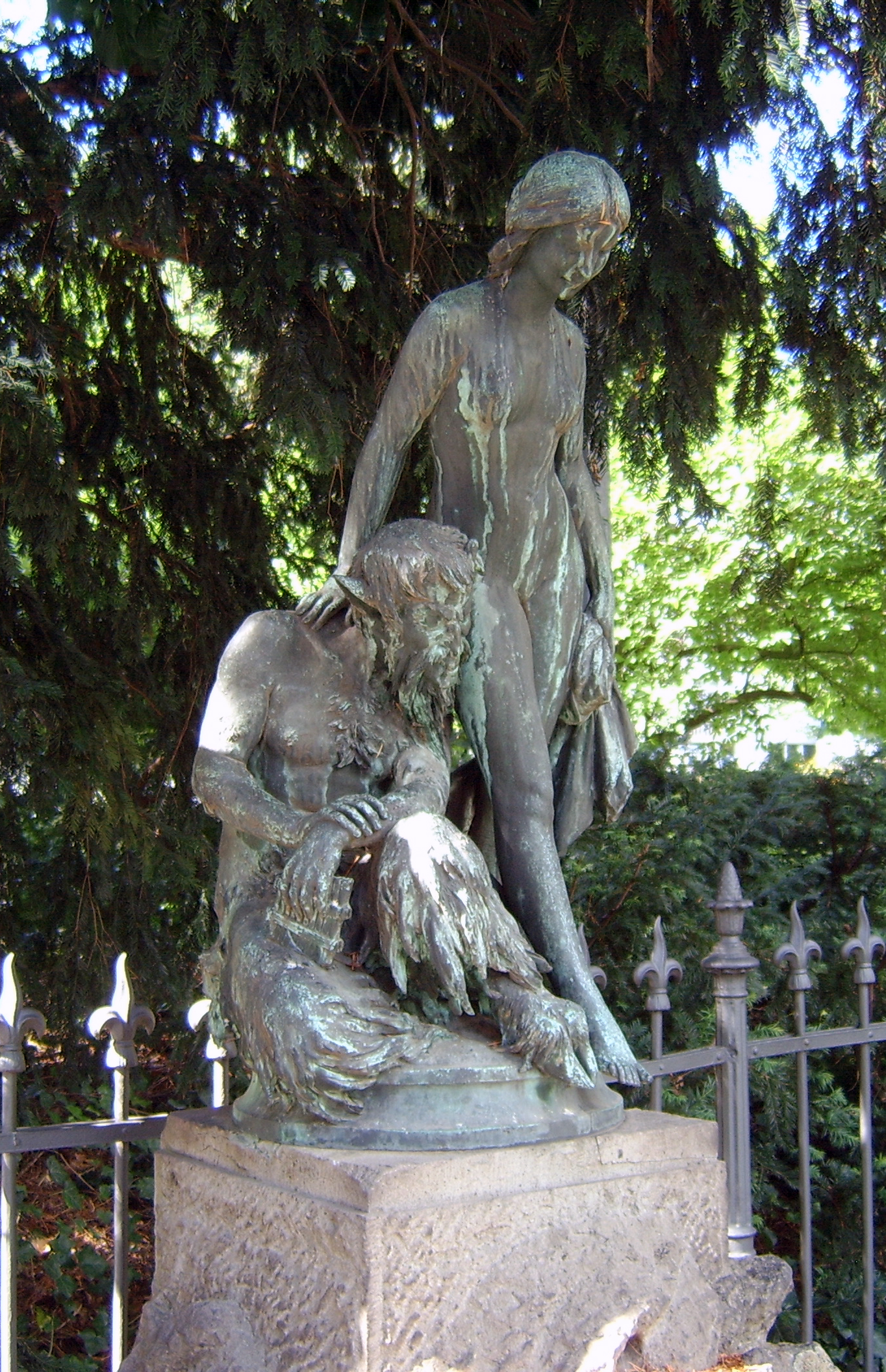
Die Bronze „Faun und Nymphe“ von Wilhelm Neumann-Torborg

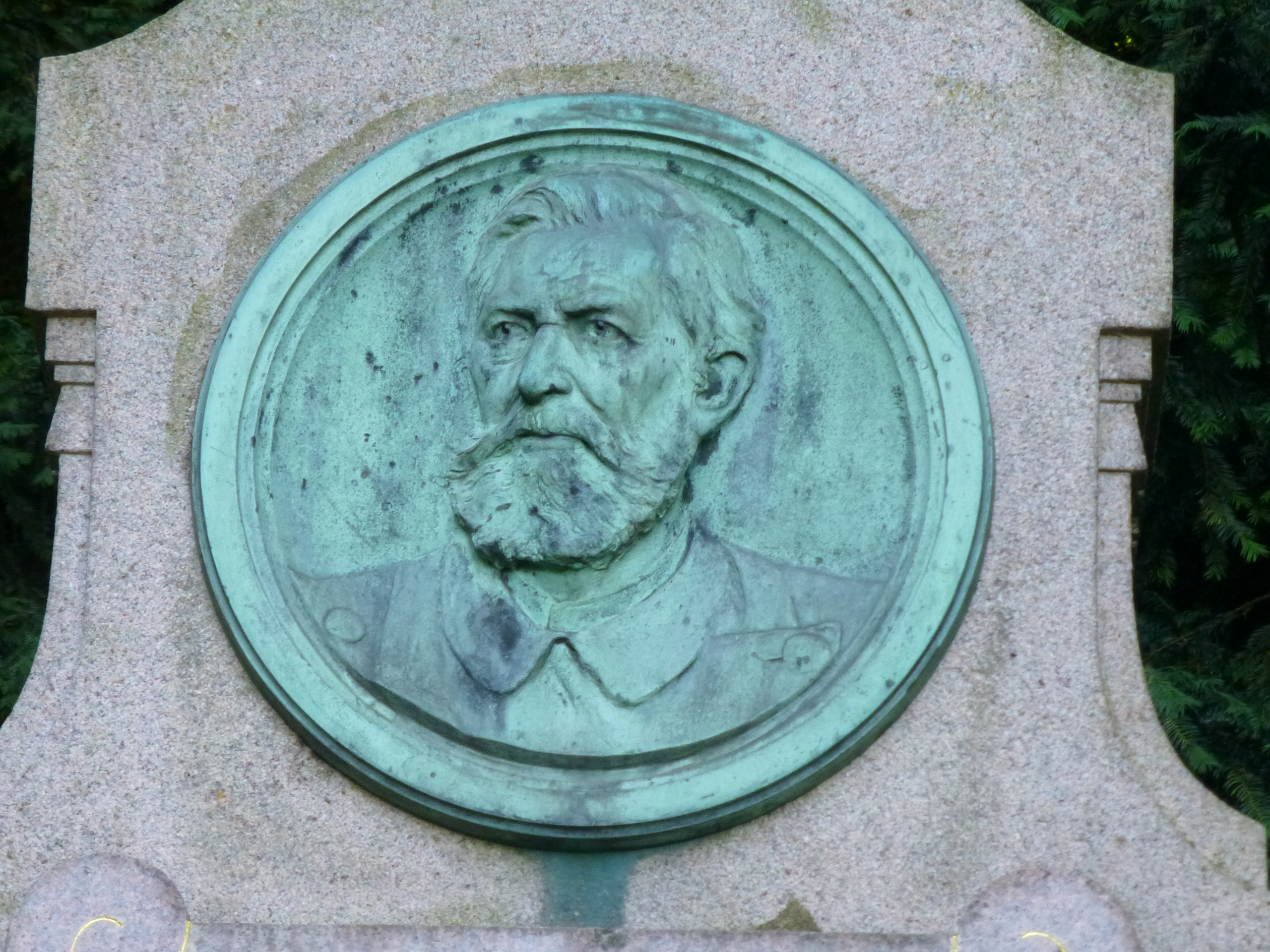
Dörpfeld-Denkmal

- 1897 Grabrelief für Familie Richard Garschagen, auf den Alten lutherischen Friedhof Hochstraße, Elberfeld[1]
- 1903 Friedrich-Wilhelm-Dörpfeld-Denkmal in Wuppertal-Barmen[2]
- 1903 Das Elberfelder Armenpflegedenkmal, Bronze
- 1905 Kolossalbüste der Kaiserin Auguste Viktoria (1943 zerstört)
- 1911 Büste des Reinhart Schmidt-Denkmals[3]

Viele Werke Wilhelm Neumann-Torborgs wurden im Zweiten Weltkrieg zerstört.
Das Werk Faun und Nymphe war ein Auftrag von August Freiherr von der Heydt. Es überstand den Zweiten Weltkrieg unbeschadet und befindet sich seit 1909 an der Redoute in Bonn-Bad Godesberg.
Als verschollen galt auch das Elberfelder Armenpflegedenkmal. 2003 wurde der Granitsockel des Denkmals bei Ausgrabungen an der Elberfelder Alten reformierten Kirche wiederentdeckt und in der Blankstraße (Wuppertal) aufgestellt.